# Wychodna
Wychodna (słow. Východná) – wieś słowacka (obec) położona na Liptowie, w kraju żylińskim, w powiecie Liptowski Mikułasz. W 2011 roku zamieszkiwało ją 2180 osób. Na północ od wsi przebiega trasa europejska E50, łącząca Francję z Rosją. Wychodna leży 38 km na wschód od Liptowskiego Mikułasza na wschodnim krańcu Liptowa. Być może stąd pochodzi nazwa wsi (východ po słowacku znaczy wschód).
Założyli ją około 1270 roku osadnicy ze Spisza, od 1469 r. należała do majątku Liptowskiego Gródka. We wsi znajduje się katolicki gotycki kościół św. Stefana z XV w., przebudowany w 1803 r. oraz kościół ewangelicki z 1926 r. Zabudowa wsi w większości pochodzi z XX w. W Wychodnej zlokalizowany jest amfiteatr, w którym od roku 1953 na przełomie czerwca i lipca organizowane jest Międzynarodowy Festiwal Folklorystyczny. Festiwalowi towarzyszy konkurs tancerzy i wystawa rzeźby ludowej.

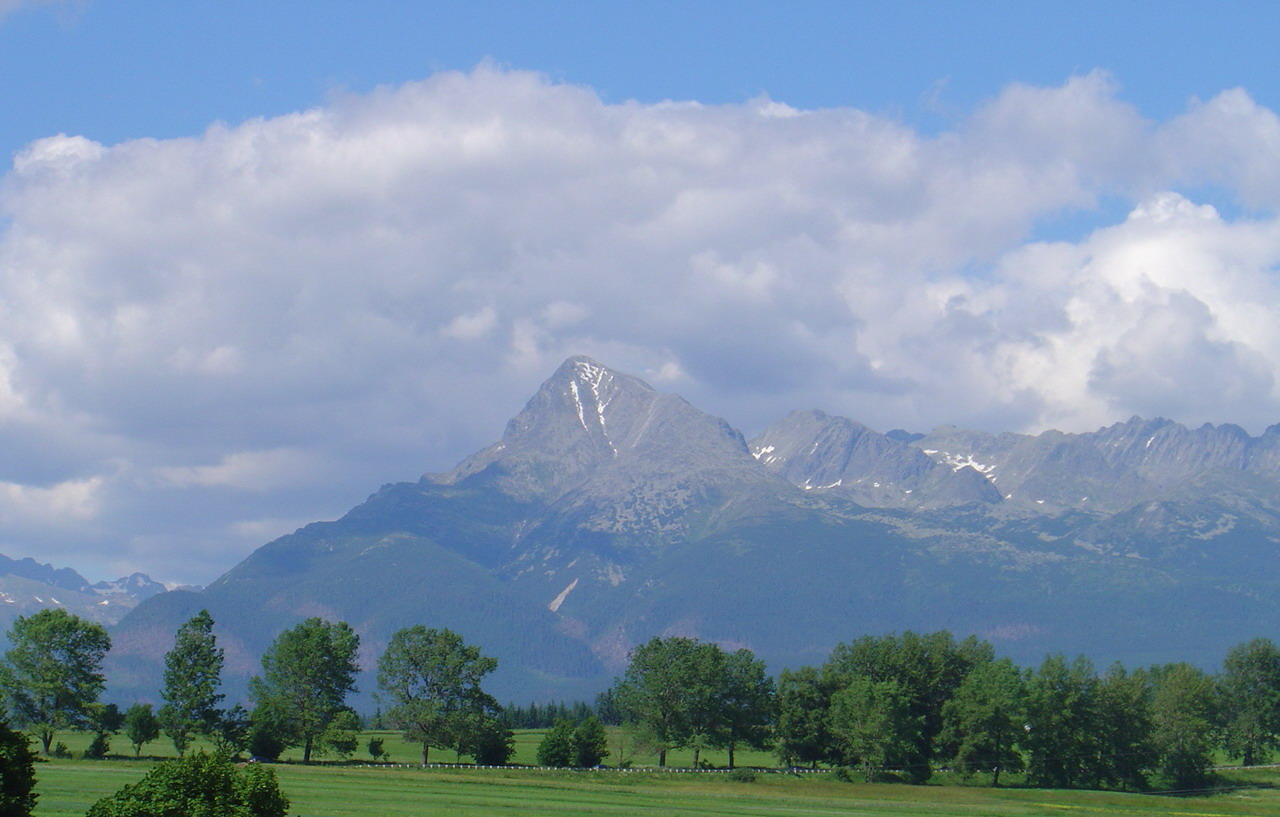
Widok z Wychodnej na Krywań

Z Wychodnej dobrze prezentuje się szczyt Krywania (narodowej góry Słowaków) w Tatrach.